# Mario + Rabbids Kingdom Battle
Mario + Rabbids Kingdom Battle — пошаговая тактическая приключенческая видеоигра, разработанная Ubisoft Milan и Ubisoft Paris и изданная Ubisoft для Nintendo Switch в 2017 году. Проект представляет собой кроссовер серий Mario (от Nintendo) и Raving Rabbids (от Ubisoft). Сюжет игры посвящён Марио и его друзьям, которые должны спасти Грибное королевство от вторжения кроликов.
Mario + Rabbids Kingdom Battle была придумана в 2014 году креативным директором Ubisoft Milan Давиде Солиани и бренд-продюсером Ubisoft Ксавьером Мансанаресом. Идеей проекта было подчеркнуть диссонанс обеих франшиз и сделать стратегическую игру, которая бы выделялась среди коллег по цеху уникальными элементами. Визуальный стиль и анимация персонажей были сделаны в юмористическом и цветастом ключе, а музыку написал композитор Грант Киркхоуп. Хотя при первоначальной утечке информации об игре в интернет её восприняли со скепсисом, в первую очередь из-за присутствия персонажей серии Rabbids и характерных для них видов оружия, пресса кардинально изменила своё мнение после официального анонса проекта на E3 2017.
Игра получила преимущественно положительные оценки. Журналисты особенно хвалили дизайн персонажей и систему пошаговых боёв, критике подверглись головоломки и заточенность сражений под многоуровневость арен. В 2018 году к игре было выпущено дополнение Donkey Kong Adventure в виде DLC. 20 октября 2022 года последовало продолжение под названием Mario + Rabbids Sparks of Hope.

## Игровой процесс
Игрок управляет Марио и другими персонажами из одноимённой франшизы: Луиджи, принцессой Пич и Йоши, а также четырьмя кроликами, переодетыми под вышеупомянутых героев (в гротескном стиле). В качестве наставника выступает небольшой робот по имени БИП-0. Сюжет кампании разделен на четыре зоны («мира») каждая из которых имеет линейное прохождение. По мере продвижения по сюжету игроку нужно будет решать головоломки, за выполнение которых его вознаграждают новым оружием и коллекционными предметами. После выполнения всех задач в «мире» БИП-0 обучает игрока новым способностям, которые помогают в преодолении следующих головоломок.
Если отряд натыкается на территорию, населенную вражескими кроликами, начинается битва. Как правило, цель каждого сражения состоит в том, чтобы победить всех врагов на арене. Однако некоторые уровни имеют определённую задачу, например, сопроводить Тоада. Уровень считается завершенным, если все враги побеждены или фиксированная задача достигнута. Игрок проигрывает, когда у всех персонажей заканчивается здоровье или не достигается поставленная цель. Перед битвой игрок может изменить состав отряда и вооружение персонажей (каждое оружие наносит различное количество урона или имеет определённые свойства, которые воздействуют на противника). На арене могут сражаться три героя из восьми (это всегда Марио и, по крайней мере, один из кроликов). Сражения происходят в пошаговом режиме, каждый персонаж может выполнить до трёх различных действий: поменять местоположение (расстояние зависит от выбранного героя); нанести урон врагу, используя два варианта атаки, которые варьируются в зависимости от конкретного персонажа; или же использовать специальный эффект, который также отличается в зависимости от героя и имеет различные функции (такие как исцеление или гипноз, который провоцирует врагов на персонажа, который его использовал). Если персонаж перемещается в место, где он скрыт от врага, точность попадания противника меняется в зависимости от эффективности укрытия. Во время передвижения герои могут делать рывки, чтобы нанести дополнительный урон, или взаимодействовать со своими товарищами для преодолевания бо́льшего расстояние. У некоторых видов оружия есть специальные эффекты. Например, игрок может выстрелить во врага каплей мёда, чтобы временно ограничить его передвижение, или выпустить воспламеняющуюся пулю, чтобы поджечь и заставить ретироваться в произвольном направлении.
Игровые миры разделены на главы, каждая из которых, как правило, содержит три уровня. По завершении главы персонажи получают монеты и «сферы навыков» (англ. Skill Orbs), которые также можно найти, исследуя окружающий мир. За сохранение всех персонажей неповреждёнными во время определённого количества ходов (в режиме битвы) игрок получает повышенную награду. Сферы навыков можно использовать в специальном древе умений, уникальном для каждого персонажа, с помощью которого можно выучить новые способности или увеличить характеристики, такие как здоровье или расстояние передвижения. Монеты используются для покупки нового оружия и предметов.

## Сюжет

### Kingdom Battle
Юная изобретательница и страстная поклонница серии Mario (чьё имя не называется) изобретает устройство SupaMerge, наушники, которые могут объединять два любых объекта в единое целое с помощью виртуального робота-помощника БИП-0. При тестировании аппарат успешно соединяет два элемента, однако перегревается и ненадолго отключается. Пока девушка отсутствует, в комнату из альтернативного измерения попадают кролики (с помощью машины времени, переделанной из стиральной машины), и начинает играть с её вещами, крайне нервируя БИП-0. Один из них надевает SupaMerge и начинает сеять хаос, соединяя некоторых кроликов с различными предметами интерьера. Развлекаясь с SupaMerge, кролик случайно попадает лучом прибора в машину времени и выводит её из строя. Она начинает засасывать все находящиеся в комнате предметы в межпространственный вихрь, в том числе плакат с изображением Марио.
Вихрь появляется над Грибным королевством во время торжественного открытия статуи принцессы Пич и засасывает всех присутствующих, включая Марио и его друзей. Вместе с кроликами их разбрасывает по окрестностям, также туда перемещаются предметы из комнаты (выглядящие гигантскими в сравнении с жителями сказочного мира). БИП-0 превращается в кроликоподобное существо и получает способность говорить. Он обнаруживает, что SupaMerge слился с кроликом, который его использовал, и последний бесконтрольно продолжает сеять ещё больший хаос, соединяя своих товарищей с различными предметами. Бип-0 чуть не погибает под обрушившийся с неба машиной времени (также ставшей гигантской), но его успевает спасти Марио. Видоизменённые кролики становятся враждебными из-за неполадок SupaMerge. Тем не менее Марио и Бип-0 сталкиваются с двумя из них, оставшимися дружелюбными: Кроликом Луиджи и Крольчихой Пич. После получения электронного письма от таинственного адресата по имени F.B., персонажи снабжаются оружием и обретают специальные способности. Затем четвёрка героев объединяет усилия, чтобы положить конец хаосу.
Пока команда Марио путешествует по Грибному королевству, побеждая и расколдовывая дефективных кроликов, а также встречая новых союзников (принцессу Пич, Луиджи, Кролика Марио, Йоши и Кролика Йоши), кролика, слившегося с SupaMerge, находит Боузер-младший (сын главного антагониста франшизы). Он даёт ему имя — Спауни — и использует в своих целях, чтобы вызвать ещё больший хаос. Решив освободить Спауни, чтобы возместить причинённый ущерб, команда в конце концов узнает, что за таинственный вихрь ответственен не SupaMerge, а злодей, известный как Мегажук, который становится всё более могущественным по мере того, как они побеждают дефективных кроликов. Отряд Марио освобождает Спауни, но после этого его похищает Мегажук, который накопил достаточно силы и принял форму дракона. Злодей сливается со Спауни и получает способности SupaMerge. Мегажук создаёт ещё больше враждебных кроликов, после чего сливается с Боузером, который только что вернулся из отпуска, превращается в «Мегадракона Боузера» и нападает на героев. Марио сотоварищи побеждают злодея, освобождая Боузера и Спауни. Жизнь в Грибном королевстве возвращается в привычное русло, а все кролики принимают свой привычный облик. Персонажи празднуют это событие, воздвигая на месте статуи принцессы Пич (которая была разрушена вихрем) статую Крольчихи Пич. Тем временем Бип-0 понимает, что F.B. это он же, только из будущего (Future Beep-0) и использует машину времени, чтобы помочь своим друзьям в прошлом, отправляя те же электронные письма, оружие и способности, которые его будущее «я» отправляло себе в прошлом.

### Donkey Kong Adventure
В конце событий основной игры Кролик Конг, один из заколдованных кроликов, пытается переместиться в родное измерение с помощью машины времени. Нажимая различные кнопки, он попадает во вселенную Данки Конга. Туда же перемещаются Крольчиха Пич, пытавшаяся в это время зарядить свой телефон от розетки устройства, а также оказавшийся рядом БИП-0. За этим наблюдают Боузер-младший и Спауни, последний случайно запускает SupaMerge, луч которого попадает в стиральную машину, созданный вихрь засасывает внутрь кроликов, которые сливаются со случайными предметами и становятся дефективными. Машина времени перемещается на остров Данки Конга и выходит из строя. Чтобы вернуться в Грибное королевство, героям нужно найти недостающие части устройства и собрать его заново. После нападения аборигенов персонажей спасает Донки Конг и Кролик Крэнки, которые также очутились на острове из-за замыкания машины. В свою очередь, дефективные кролики терпят крушение в храме, причём телепортировавшийся с ними Кролик Конг тоже становится злодеем, испробовав «плохой банан» заражённым энергией Мегажука (созданной лучом SupaMerge) через воду сочащуюся из стиральной машины, и становится более могущественным Мега Кроликом Конгом. Он начинает вымогать у местных жителей бананы, чтобы заразить ещё больше фруктов, создать армию из дефективных кроликов и захватить остров. По мере продвижения по сюжету троица главных героев (Крольчиха Пич, Кролик Крэнки и Данки Конг) сражаются с войском Мега Кролика Конга (состоящим из тропических версий врагов из основной игры) и уничтожают заражённые бананы. Победив нескольких локальных боссов, они получают ключи от логова Мега Кролика Конга. Вскоре после прибытия туда трио сражается с антагонистом (во время двух поединков), после победы над которым кролики возвращают себе первоначальный вид. Кролик Конг пытается загладить свою вину, починив машину времени, после чего персонажи перемещаются в Грибное королевство. В сцене после титров изобретательница из пролога возвращается в комнату и обнаруживает фотографии Крольчихи Пич, сделанные на острове, которые каким-то образом оказались в её жилище.

## Разработка
В детстве креативный директор проекта Давиде Солиани любил играть в платформеры про Марио. Солиани несколько раз встречался с Сигэру Миямото, создателем одноимённой франшизы. Во время их первой встречи на E3 2014 итальянец попросил его подписать копию ремейка игры The Jungle Book для Game Boy Advance, разработкой которой занимался в 2003 году.
Тем временем длительное время трудившийся над играми серии Raving Rabbids продюсер Ксавьер Мансанарес задумался о будущем бренда. В 2013 году компания Ubisoft, которую представлял разработчик, начала обсуждать с Nintendo идеи будущих видеоигр Rabbids. Однако это были концепции т. н. проектов для вечеринок, подобных тем, которые они уже выпускали прежде.
К концу года Мансанарес начал придумывать игру, которая бы имела нехарактерный жанр для франшизы. Он объединился с тремя коллегами, одним из которых был Солиани, позже ставший креативным директором Kingdom Battle. Не имея каких-либо конкретных идей, их главной целью было объединить франшизы Rabbids и Mario. Когда Солиани представил Мансанаресу тринадцать идей, он переключился с концепции объединения брендов на саму игру. Поскольку две франшизы сильно отличались друг от друга, они выбрали жанр пошаговой стратегии, потому что ни одна из франшиз не была представлена в этой области. Конечная цель Мансанареса состояла в том, чтобы разработать что-то неожиданное даже для самой Nintendo.
По словам Солиани, представляя идею Миямото, команда усердно работала над прототипом для презентации. Они воздержались от простого обсуждения визуальных эффектов и концепций, потому что Солиани «хотел продемонстрировать материал, а не описывать всё на словах». Главным беспокойством Миямото было то, какое оружие будут использовать персонажи серии Mario, но он считал, что Ubisoft «понимает [концепцию] Марио как персонажа» и доверился разработчикам, когда они конкретизировали детали. Представители Ubisoft тоже волновались по поводу использования огнестрельного оружия в игру про Марио; чтобы смягчить эффект, они воспользовались подсказкой из фильмов с гротескным вооружением, таких как «Пятый элемент», в котором использовались плазменные пушки. В итоге руководство Nintendo разрешило вооружить персонажей франшизы. Ранний этап разработки выдался сложным, поскольку команде пришлось освоиться с использованием нового движка Snowdrop, а также окончательно определиться с жанром и концепцией будущей игры. Nintendo неоднократно напрямую просила Ubisoft привнести больше эпатажа из серии Rabbids. Миямото счёл её персонажей уникальным источником юмора — аспектом, свежим и мало используемом во франшизе Mario. Конечной целью Nintendo была игра, содержащая элементы геймплея Rabbids, нетипичные для проектов про Марио, поэтому они неоднократно просили Ubisoft удивить их.

### Дизайн
Nintendo всегда стремилась к инновационности своих игр, которая бы выделяла их на фоне конкурентов. Зная это, в Ubisoft начали разработку с мозгового штурма, чтобы выделить проект среди других стратегических игр. Учитывая, что многие релизы этого жанра имели тусклое оформление и неторопливую скорость, Ubisoft решили делать будущую игру красочной и динамичной — компания использовала в качестве главного ориентира серию Mario Kart. По словам Солиани, игровой процесс был сосредоточен на перемещении по полю боя, а не на поиске укрытий. Чтобы убедиться, что им удалось сбалансировать стратегический жанр с казуальностью геймплея, Ubisoft провели тщательное игровое тестирование. Они следили за тем, чтобы игра оставалось доступной для широких масс. Когда дело дошло до уровня сложности, Солиани был удивлён, увидев, что девятилетние дети выполняют трюки, которые, по его мнению, были сложны для аудитории их возраста.
Основная цель Ubisoft заключалась в том, чтобы объединить две франшизы, в равной степени познакомив аудиторию с каждой из них. Чтобы подчеркнуть кроссоверность проекта, компания решила противопоставить их друг другу. С самого начала руководство Nintendo хотело, чтобы игра была выстроена на основе интеллектуальной собственности (IP) вселенной Марио, а также подчёркивала анархичный характер франшизы Rabbids. Создавая таких персонажей, как Крольчиха Пич, разработчики из Ubisoft намеревались создать не просто кролика в костюме принцессы, а скорее придать зверьку индивидуальности, в чём-то схожей, но стереотипно контрастирующей с оригинальным персонажем. Крольчиха Пич присутствовала в базовом прототипе игры, и в Nintendo сочли её концепцию забавной. Несмотря на то, что представители компании предоставили Ubisoft существенную свободу творчества, они позаботились о том, чтобы разработчики остались верны их интеллектуальной собственности. За время создания игры японцы направили Ubisoft многочисленные комментарии об изменениях в анимации и внешнем виде персонажей франшизы Mario, общее количество которых (движений) достигло 1500.

### Музыка
«Я был ошарашен... как, чёрт возьми, я собирался писать музыку для Mario после Кодзи Кондо, который является величайшим видеоигровым композитором в мире? Я считал, что это невозможно. Я не смогу написать музыку для этой игры. Я просто недостаточно хорош».
Солиани пригласил в качестве композитора Гранта Киркхоупа, известного по работе над саундтреками к играм Banjo-Kazooie и Donkey Kong 64. Как и Миямото, Солиани был поклонником его творчества. В детстве он часто играл на приставке Nintendo 64 и слышал мелодии этого композитора.
В конце 2014 года Киркхоуп получил электронное письмо от Джана Марко, продюсера компании Ubisoft, с предложением заняться саундтреком для игры. Композитор подписал соглашение о неразглашении (в письме фигурировало название будущего проекта) и встретился с Солиани в Париже. Первоначально Киркхоуп решил, что ему предлагают принять участие в разработке новой части серии Rabbids и был озадачен таким уровнем секретности. Когда композитор узнал, что проект был задуман как кроссовер Rabbids и Mario, он был сильно удивлён. Солиани испугался, что Киркхоуп откажется от предложения, но он всё-таки согласился. На ранних этапах работы между ними возникали трения. Киркхоуп часто звонил Солиани, чтобы больше узнать больше деталей о проекте, так как общее количество музыкального материала должно было составлять около 2,5 часов. Так как они жили в разных часовых поясах (Лос-Анжделес и Милан), иногда композитор мог позвонить Солиани посреди ночи. Тем не менее со временем им удалось наладить плодотворное сотрудничество.

### Выход, продвижение и дополнительный материал
Ещё в ноябре 2016 года в результате информационной утечки стало известно о предстоящем выпуске игры-кроссовера по вселенным Mario и Raving Rabbids. После второй утечки в мае 2017 года стало известно название игры — Mario + Rabbids Kingdom Battle. Официальный анонс проекта состоялся на выставке E3 2017. Игра была выпущена 29 августа 2017 года в Северной Америке и PAL-регионе на Nintendo Switch. Релиз в Японии и нескольких других странах восточной Азии состоялся 18 января 2018 года. Отдельно было выпущено коллекционное издание, в комплекте которого шёл диск с саундтреком, карточки и фигурка кролика в костюме Марио. Ubisoft в рамках сезонного абонемента выпустила DLC c новым оружием, одиночными испытаниями, кооперативными картами и сюжетным контентом. 26 июня 2018 года состоялся выход дополнения Donkey Kong Adventure с новой сюжетной линией, где Крольчиха Пич и Бип-0 объединялись с Донки-Конгом и Кроликом Крэнки, чтобы победить Кролика Конга.
Презентация Kingdom Battle должна была состояться на E3 2017, однако до мероприятия произошла серия информационных утечек. В сеть попало изображение Марио и Крольчихи Пич, позирующих с оружием. Дуэт встретил крайне негативную реакцию у пользователей сети. В итоге это сильно подорвало мотивацию разработчиков, сам Солиани назвал инцидент уникальным опытом. Предвкушая провальный анонс, разработчик пребывал в состоянии постоянной паники и предупреждал команду не питать лишних надежд на положительную реакцию аудитории. Перед анонсом на E3 глава Nintendo Миямото решил лично помочь Солиани презентовать игру. В итоге фанатское сообщество встретило кроссовер с энтузиазмом, проявив явный интерес к проекту. От облегчения Солиани расплакался прямо на сцене, впоследствии эти кадры разошлись на интернет-мемы. После конференции его презентация была удостоена 37 наград. Это событие заметно подняло моральный дух команды разработчиков.
Вскоре после E3 Ubisoft взялись за работу над дополнением для игры — Donkey Kong Adventure. Согласно изначальной задумке, дополнение должно было включать контент длиною в 1-2 часа. Однако после положительной реакции на анонс игры Солиани решил добавить в него как можно больше контента, включая новые кат-сцены и игровые уровни. В итоге содержание дополнения достигало половины самой игры, и его продолжительность составила 10 часов. Киркхоуп написал дополнительный саундтрек общей продолжительностью в 45 минут. В свою очередь, программисты полностью переработали игровой процесс, так как Солиани хотел, чтобы дополнение кардинально отличалось от оригинала.
В рамках рекламной кампании учётная запись Ubisoft в социальной сети Instagram была изменена так, словно она ведётся от имени Крольчихи Пич. Все сообщения и картинки якобы создавались ею.

## Оценки
| Сводный рейтинг       | Сводный рейтинг |
| Агрегатор             | Оценка          |
| --------------------- | --------------- |
| GameRankings          | 84,63 %         |
| Metacritic            | 85/100          |
| Иноязычные издания    |                 |
| Издание               | Оценка          |
| Destructoid           | 7,5/10          |
| EGM                   | 8,5/10          |
| Game Informer         | 8,5/10          |
| GameSpot              | 9/10            |
| GamesRadar+           | [ 32 ]          |
| IGN                   | 7,7/10          |
| Nintendo Life         | [ 34 ]          |
| Nintendo World Report | 9/10            |
| Polygon               | 8/10            |

| Сводный рейтинг | Сводный рейтинг |
| Агрегатор       | Оценка          |
| --------------- | --------------- |
| GameRankings    | 82,15 %         |

Mario + Rabbids Kingdom Battle получила преимущественно положительные оценки со стороны игровых критиков. Игра дебютировала на втором месте британского чарта среди самых продаваемых игр на физических носителях. К 3 сентября 2017 года она возглавила аналогичный чарт в Австралии. В Японии за первую неделю после релиза было продано более 66,692 копий, в этой стране игра возглавила продажи как среди физических, так и среди цифровых копий. К сентябрю 2017 года Mario + Rabbids Kingdom Battle стала самой продаваемой игрой для Switch среди совместных проектов Nintendo. 13 июня 2021 года Давиде Солиани объявил, что в Kingdom Battle поиграли 7.5 миллионов игроков.
Первоначально большинство критиков сетовали о нелепости самой концепции проекта. Так, публицист Giant Bomb Джефф Герцманн сравнивал эту идею с «глупым сообщением в чате посреди ночи». Обозреватели в целом сдержанно или отрицательно высказывались о франшизе Rabbids, особенно в сравнении с серией Mario. Когда же Kingdom Battle была выпущена, журналисты резко поменяли своё мнение, отметив глубину игрового процесса, хотя ранее воспринимали проект не иначе как рекламный трюк и ожидали от него не более чем нелепого юмора в стиле Rabbids. Джули Манси из Wired оценила гармоничное сочетание атмосферы и сюжета игры с франшизой Mario, а также удачный контраст Марио (в образе серьёзного человека) с ребяческим поведением кроликов.
Главные герои игры получили в целом положительные отзывы. Ещё до релиза особое внимание привлекла к себе Крольчиха Пич. По мнению Криса Брэтта из Eurogamer, игровые персонажи отлично передают сеттинг и юмор проекта; он особо выделил Крольчиху Пич, заметив, что изначально он был настроен к ней негативно (после утечек), но в итоге счёл её забавной. Схожее мнение высказал его коллега Джеффри Матулеф. Обозреватель сайта Digital Trends Гейб Гурвин назвал Крольчиху Пич самым запоминающимся персонажем игры, похвалил её за индивидуальность и юмор, также выразив надежду на её дальнейшее появлении в кроссовере Super Smash Bros. Пол Тамбурро с сайта Game Revolution заметил, что ей удалось затмить собою всех остальных героев и стать своеобразным маскотом для серии Rabbids. Некоторые журналисты высказали неоднозначную реакцию по поводу рекламной кампании Kingdom Battle, где ключевую роль играла Крольчиха Пич. Гита Джексон из Kotaku сочла такую попытку персонификации бренда жуткой. Она также обвинила Instagram-аккаунт Ubisoft в издевательстве над женщинами. Тем не менее, несмотря на всё вышесказанное, она назвала персонажа милым. Публицистка Лаура Кейт Дейл отметила, что Крольчиха Пич единолично перетянула всё внимание на себя, упомянув в качестве одного из факторов любовь персонажа к селфи.
Критики также хвалили упрощённую боевую систему и структуру игры. Обозреватель Polygon заметил, что даже если Kingdom Battle не выглядела достаточно интересной для взрослых игроков, она способствовала популяризации жанра тактических ролевых игр среди сторонней аудитории благодаря упрощённому подходу. По мнению представителя PCMag, это стало возможным благодаря отсутствию сложной статистической системы и степени вероятности; игра скорее использовала упрощённый вариант по типу подбрасывания монеты. Редакция The Verge также похвалила игру за казуальность боевой системы, заметив, что она подходит для приставки Nintendo Switch и её портативного функционала благодаря своему структурированному формату. Некоторые критики сравнивали игровой процесс Kingdom Battle с со стратегической серией X-COM.
Неоднозначные оценки получили головоломки, встречающиеся между сражениями. Представитель веб-сайта Destructoid Крис Картер заметил, что игровой контент между основными уровнями выглядел скорее как филлер для сокрытия коллекционных предметов, нежели дарил уникальный исследовательский опыт. Схожее мнение высказывал Джефф Марчиафава из Game Informer, который счёл некоторые коллекционные предметы, например, музыкальные треки или концепт-арты, недостаточно интересными, чтобы оправдать время на их получение, хотя сражения с лихвой компенсировали этот недостаток. Более положительно высказался представитель GameSpot, отметив, что мини-играм удалось объединить общую игровую среду, сделав её «бесшовной». Несмотря на то, что некоторые головоломки получились утомительными, они позволяли на какое-то время отвлечься от основного игрового процесса.

### Награды
Kingdom Battle получила ряд престижных наград, чаще всего в категориях стратегических игр, наряду с другими номинациями. Она была признана «лучшей стратегической игрой» на церемониях Game Critics Awards, Gamescom, The Game Awards 2017 и D.I.C.E. Awards. Kingdom Battle также получила премию за «лучший оригинальный проект» на Game Critics Awards, а также лучшую «анимацию» и «визуальный дизайн» на Develop Awards. Помимо этого, Kingdom Battle получила номинации в таких категориях, как лучшая «казуальная игра», «семейная игра» и «лучшая презентация» (за шоу на E3). Однако уступила другим релизам Nintendo — Super Mario Odyssey и The Legend of Zelda: Breath of the Wild.
Журналисты Eurogamer и Polygon поместили Kingdom Battle на 5-е и 33-е места в списках «50 лучших игр 2017 года». Редакции GamesRadar+ и EGMNow присудили игре 13-е и 14-е места в схожих рейтингах «25 лучших игр 2017 года». Кроме того, портал IGN назвал Kingdom Battle «лучшей стратегической игры» 2017 года, а также рассматривал в категориях «лучшая игра для Nintendo Switch» и «лучший оригинальный саундтрек».
| Год  | Награда                      | Категория                                  | Итог      | Ссылка        |
| ---- | ---------------------------- | ------------------------------------------ | --------- | ------------- |
| 2017 | Game Critics Awards          | Лучшая презентация на шоу                  | Номинация | [ 54 ] [ 67 ] |
| 2017 | Game Critics Awards          | Лучшая оригинальная игра                   | Победа    | [ 54 ] [ 67 ] |
| 2017 | Game Critics Awards          | Лучшая приставочная игра                   | Номинация | [ 54 ] [ 67 ] |
| 2017 | Game Critics Awards          | Лучшая стратегическая игра                 | Победа    | [ 54 ] [ 67 ] |
| 2017 | Gamescom                     | Лучшая приставочная игра (Nintendo Switch) | Номинация | [ 55 ] [ 68 ] |
| 2017 | Gamescom                     | Лучшая стратегическая игра                 | Победа    | [ 55 ] [ 68 ] |
| 2017 | Gamescom                     | Лучшая казуальная игра                     | Номинация | [ 55 ] [ 68 ] |
| 2017 | Golden Joystick Awards       | Игра года от Nintendo                      | Номинация | [ 59 ]        |
| 2017 | The Game Awards 2017         | Лучшая семейная игра                       | Номинация | [ 56 ]        |
| 2017 | The Game Awards 2017         | Лучшая стратегическая игра                 | Победа    | [ 56 ]        |
| 2018 | D.I.C.E. Awards              | Стратегия/Игра-симулятор года              | Победа    | [ 57 ] [ 69 ] |
| 2018 | British Academy Games Awards | Семья                                      | Номинация | [ 70 ] [ 71 ] |
| 2018 | Develop Awards               | Анимация                                   | Победа    | [ 58 ]        |
| 2018 | Develop Awards               | Визуальный дизайн                          | Победа    | [ 58 ]        |

## Наследие
Персонажи из Kingdom Battle — Кролик Марио, Крольчиха Пич и Кролик Конг, были добавлены в качестве коллекционных ду́хов в игру Super Smash Bros. Ultimate. Крольчиха Пич также фигурирует в игре Just Dance 2018 в качестве одного из игровых персонажей для песни Бейонсе «Naughty Girl». 22 октября 2022 года состоялся выход продолжения проекта — Mario + Rabbids Sparks of Hope.
Составляя список лучших кроликов в видеоиграх, портал IGN упомянул серию Rabbids, с годами затмившую свою основную франшизу — Rayman. По словам редакции, долгое время они обладали репутацией раздражающих персонажей, однако отношение к ним значительно улучшилось после релиза Kingdom Battle.

### Комментарии
1. ↑  Официальное российское название — «Mario + Rabbids. Битва За Королевство»[1].